# Osiky
Osiky település Csehországban, a Brno-vidéki járásban. Osiky Černovice, Synalov, Strhaře, Brumov, Běleč és Skorotice településekkel határos. Lakosainak száma 131 fő (2024. január 1.).

## Népesség
A település lakosságának változását az alábbi diagram mutatja:
| Lakosok száma | 285  | 291  | 300  | 232  | 198  | 146  | 121  | 121  | 121  | 131  |
|               | 1869 | 1890 | 1921 | 1950 | 1980 | 2001 | 2017 | 2019 | 2022 | 2024 |